# Прапор Костянтинівського району
Пра́пор Костянти́нівського райо́ну — офіційний символ Костянтинівського району Донецької області, затверджений 12 грудня 2002 року рішенням сесії Костянтинівської районної ради.

## Опис
Прапор являє собою прямокутне синє полотнище, що має співвідношення ширини до довжини 2:3, а у верхньому древковому куті знаходиться жовтий сніп.